# Corymbia stockeri
Corymbia stockeri är en myrtenväxtart som först beskrevs av D.J.Carr och S.G.M.Carr, och fick sitt nu gällande namn av Kenneth D. Hill och Lawrence Alexander Sidney Johnson. Corymbia stockeri ingår i släktet Corymbia och familjen myrtenväxter.

## Underarter
Arten delas in i följande underarter:
- C. s. peninsularis
- C. s. stockeri